# Goliath à la conquête de Bagdad
Pour plus de détails, voir Fiche technique et Distribution.
Goliath à la conquête de Bagdad (Golia alla conquista di Bagdad) est un  péplum italien de Domenico Paolella sorti en 1965.

## Synopsis
Il y a trois mille ans, les Kurdes ont occupé Bagdad. Selim a été détrôné et c’est refugié avec sa fille Myriam dans la région d’Al-koufa.Afin de rentrer a Bagdad et retrouver son trône, Selim favorise l’amour de sa fille pour Phir, le fils du roi saud. Thor chef des kurdes pour éviter cette alliance, fait enlever Myriam……. 

## Fiche technique
- Titre original :  Golia alla conquista di Bagdad
- Titre français : Goliath à la conquête de Bagdad
- Réalisation :  Domenico Paolella
- Scénario : Luciano Martino et Domenico Paolella
- Version française : Jeanne Vidal
- Dialogues :Maurice Griffe
- assistant réalisateur Gian Carlo Romitelli
- Décors : Pier Vittorio Marchi
- Costumes : Walter Patriarca
- Maquillage : Massimo Giustini
- Images : Augusto Tiezzi
- Montage : Jolanda Benvenuti
- Musique : Angelo Francesco Lavagnino
- Production : Fortunato Misiano
- Sociétés de production : Romana Film
- Société de distribution : Cosmopolis Films, Films Marbeuf
- Pays d’origine :  Italie
- Format : couleurs (Eastmancolor) - (Tecnostampa)
- Genre : péplum
- Durée : 94 minutes
- Dates de sortie :
  - Italie : 3 mars 1965
  - France : 6 avril 1966
- Affiche : Constantin Belinsky (France)

## Distribution
- Rock Stevens (VF : Jean-Pierre Duclos) : Goliath
- Helga Liné (VF : Michèle Montel) : Fatma
- Mario Petri (VF : Yves Furet) : Yssour
- Anna-Maria Polani (VF : Sophie Leclair) : Myriam
- Daniele Vargas : le roi Saud
- Arturo Dominici (VF : Lucien Bryonne) : Kaichew
- Piero Lulli (VF : Gerard Ferat) : le roi Thor
- Andrea Aureli (VF : Jean Violette) : Railek
- Marino Masè  (VF : Jean-Pierre Dorat) : Phir
- Mirko Valentin : Abdul
- Mino Doro (VF : Emile Duard) : Selim
- Dario Michaelis (VF : René Arrieu) : Safaridi
- Emilio Messina :lutteur
- Pietro Torrisi : lutteur
- Nello Pazzafini :	 Horval, le lutteur
- Ignazio Balsamo (VF : Jean Berton)  :Le messager Kurde
- Puccio Ceccarelli :Homme dans la taverne
- Fedele Gentile  (VF : Jean-François Laley)  :Officier de Saud
- Luigi gatti (VF : Richard Francoeur) :Le grand prêtre
- Sal Borgese: Un homme de Railek
- Narration : Roger Rudel